# 哲氏暹羅蟹
哲氏暹羅蟹（學名：Sayamia germaini）是一個淡水蟹的物種，屬於澤蟹科束腰蟹亞科暹羅蟹屬，見於泰國、柬埔寨及越南南部，也是台灣的入侵物種。

## 外部連結
- 维基共享资源上的相關多媒體資源：哲氏暹羅蟹
- 維基物種上的相關：哲氏暹羅蟹
- Freshwater Crab Information Web: Sayamia germaini (retrieved 19 August 2017)（页面存档备份，存于）